# Vrouwenmarathon van Tokio 1986
De Vrouwenmarathon van Tokio 1986 werd gelopen op zondag 16 november 1986. Het was de 8e editie van de Tokyo International Women's Marathon. Aan deze wedstrijd mochten alleen vrouwelijke eliteloopsters deelnemen. De Portugese Rosa Mota kwam als eerste over de streep in 2:27.15.

## Uitslagen
| rang   | naam                 | land | tijd    |
| ------ | -------------------- | ---- | ------- |
| Goud   | Rosa Mota            | POR  | 2:27.15 |
| Zilver | Katrin Dörre         | GER  | 2:31.54 |
| Brons  | Ngaire Drake         | NZL  | 2:38.08 |
| 4      | Eun-Joo Im           | KOR  | 2:39.21 |
| 5      | Yoshiko Hidaka       | JPN  | 2:39.41 |
| 6      | Chie Matsuda         | JPN  | 2:39.47 |
| 7      | Eriko Asai           | JPN  | 2:40.44 |
| 8      | Allison Roe          | NZL  | 2:40.45 |
| 9      | Takako Kanesashi     | JPN  | 2:43.26 |
| 10     | Keiko Honma          | JPN  | 2:44.10 |
| 11     | Hidemi Usutani       | JPN  | 2:44.33 |
| 12     | Eva Ernstrom         | SWE  | 2:44.40 |
| 13     | Eefje van Wissen     | NED  | 2:45.51 |
| 14     | Kayoko Narutomi      | JPN  | 2:46.41 |
| 15     | Grazyna Mierzejewska | POL  | 2:46.55 |
| 16     | Yasuko Hashimoto     | JPN  | 2:48.45 |
| 17     | Shizuko Yukawa       | JPN  | 2:49.18 |
| 18     | Miwa Kameyama        | JPN  | 2:51.46 |
| 19     | Anne Hansen          | NOR  | 2:52.02 |
| 20     | Mifuyu Komatsu       | JPN  | 2:52.30 |
| 24     | Yuko Shimada         | JPN  | 2:54.56 |

Tokyo International Marathon (alleen mannen)

1981 · 1982 · 1983 · 1984 · 1985 · 1986 · 1987 · 1988 · 1989 · 1990 · 1991 · 1992 · 1993 · 1994 · 1995 · 1996 · 1997 · 1998 · 1999 · 2000 · 2001 · 2002 · 2003 · 2004 · 2005 · 2006

Tokyo International Women's Marathon (alleen vrouwen)

1979 · 1980 · 1981 · 1982 · 1983 · 1984 · 1985 · 1986 · 1987 · 1988 · 1989 · 1990 · 1991 · 1992 · 1993 · 1994 · 1995 · 1996 · 1997 · 1998 · 1999 · 2000 · 2001 · 2002 · 2003 · 2004 · 2005 · 2006 · 2007 · 2008

Tokyo Marathon (beide)

2007 · 2008 · 2009 · 2010 · 2011 · 2012 · 2013 · 2014 · 2015 · 2016 · 2017 · 2018 · 2019 · 2020 · 2021 · 2022 · 2023 · 2024